# Boulognerskogen, Skövde

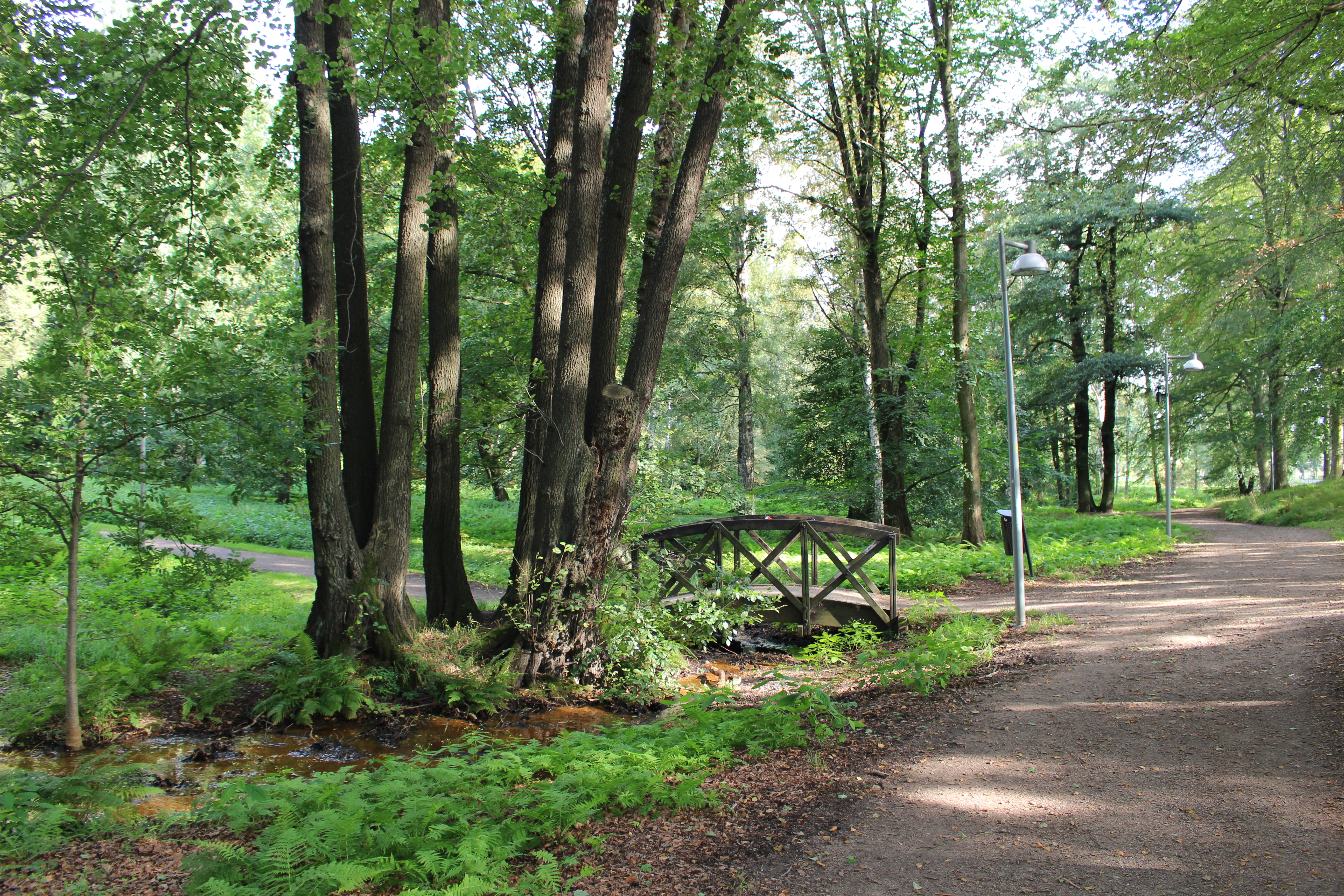
Skog, stig och bro i Boulognerskogen i Skövde.

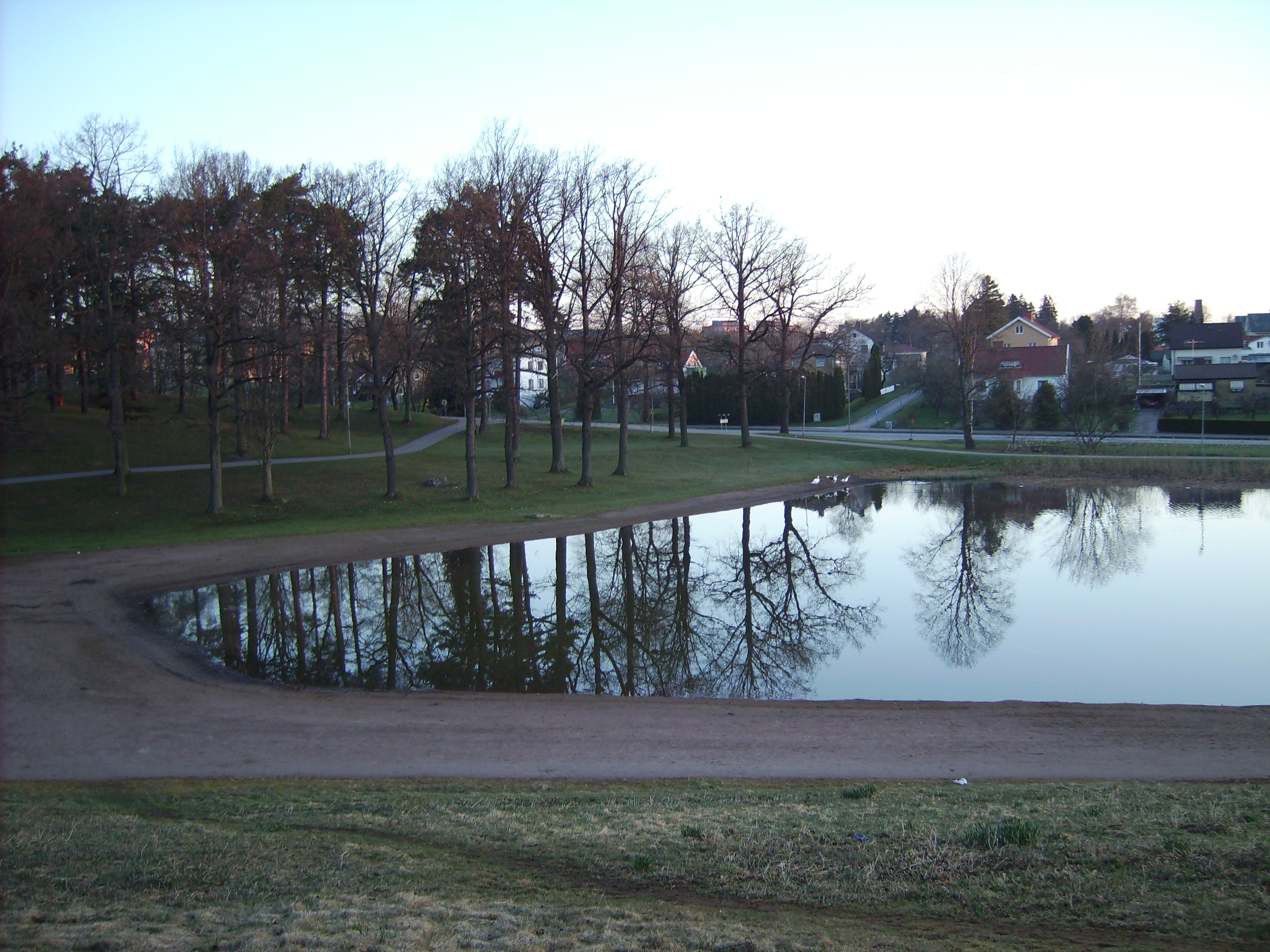
Boulognersjön.

Boulognerskogen, även kallad Boulogner, är en park i stadsdelen Östermalm i Skövde. Parken är uppkallad efter Bois de Boulogne som anlades i Paris 1852.
Parken sträcker sig från järnvägen i väster till gamla sjukhuset i öster och från Hjovägen i norr till Kavelbrovägen i söder. Den tidigare "Prästens Fårahage" blev 1875 omdanad till Skövde stads stadspark, dit sociteten kom för att dricka vann. Borta är flera av dåtidens byggnader, men kvar finns lejonbrunnen och det gamla schweizeriet som idag är Studentkåren i Skövdes kårhus.
Boulognerskogen är idag Skövdes största park och ligger mycket centralt placerad strax intill resecentrum, studentbostäder och högskolan. Här kan du numera ströva i såväl bokskog som högvuxen tallskog. Du hittar belysta promenadstigar, sköna bänkar i rofyllda naturlika miljöer blandat med mer i ordningställda och öppna platser. Här finns ytor för olika evenemang och aktiviteter - så som konserter, utomhusgympa, vårbrasa och midsommarfirande. Det arrangeras även varje år ett 6-timmars ultralopp där deltagarna springer en 1200m lång varvbana under sex timmars tid.
Här finns lekplats, fikamöjligheter och en egen badsjö vid namn Boulognersjön som erbjuder sandstrand, brygga och handikappanpassade ramper. Prov på vattnets kvalitet beträffande algblomning och tjänlighet tas varje vecka under badsäsongen.